# Samuel Ramey
Samuel Edward Ramey (Colby, Kansas, 28 de marzo de 1942) es un cantante de ópera estadounidense, considerado uno de los mejores bajo-barítonos de su generación. Es muy admirado por su amplitud y versatilidad, teniendo tanto la técnica belcantista que le permite cantar obras de Händel, Mozart o Rossini, así como la fuerza para interpretar roles operísticos de Verdi y Puccini.

## Primeros años
Estudió música en el instituto y luego en la Universidad estatal de Kansas y en la de Wichita. En el colegio universitario de Kansas, Ramey fue miembro de la fraternidad Kappa Sigma. Después de un tiempo de aprendizaje en la opera de Santa Fe, se trasladó a Nueva York. 
Su debut operístico en la City Opera de Nueva York tuvo lugar en marzo de 1973 como Zúñiga en Carmen. 
Conforme ampliaba su repertorio, realizaba más interpretaciones en teatros europeos, especialmente en la Ópera estatal de Berlín, la de Hamburgo, la Royal Opera de Londres, de Paris, Viena, y los festivales de verano de Festival de Aix-en-Provence; Festival de Glyndebourne, en el que debutó como Fígaro en 1976 y volvió como Nick Shadow (The Rake's Progress de Stravinsky) en 1977; Festival Rossini de Pesaro, y Festival de Salzburgo. 

## Carrera posterior
En enero de 1984, Ramey debutó en la Metropolitan Opera con el Rinaldo de Händel. Desde entonces ha trabajado en La Scala, Royal Opera House del Covent Garden, Ópera estatal de Viena, la Ópera nacional de París, la Ópera lírica de Chicago, la Ópera de Nueva York, la Ópera de San Francisco, el Teatro Colón de Buenos Aires (Mefistofele, The Rake's Progress, Attila).
Samuel Ramey goza de una voz espléndida que es capaz de abarcar tanto roles de barítono como de bajo en obras belcantistas y verdianas, así como de Offenbach o Puccini. Su voz tiene la amplitud y la flexibilidad para abarcar todas las demandas que le plantean los roles rossinianos y verdianos, y aun así puede reducirse a las necesidades más ligeras del Fígaro de Mozart. 
En el repertorio belcantista, ha destacado como Don Giovanni de Mozart, así como en Las bodas de Fígaro y en las obras de Rossini, compositor en el que se ha especializado: Azur en Semiramide, El barbero de Sevilla, El turco en Italia, (Mustafa en La italiana en Argel); en las de Gaetano Donizetti Anna Bolena y Lucia di Lammermoor así como en I Puritani de Bellini. 
Dentro del repertorio dramático, ha sido aplaudido en su representación de "Tres demonios": Mefistofele de Boito, Faust de Gounod, y La Damnation de Faust de Berlioz.
Otros roles dramáticos incluyen las obras verdianas Nabucco, Don Carlo, I Lombardi y la grand opéra Jérusalem; sobresale interpretando los cuatro villanos diabólicos de Los cuentos de Hoffmann (Offenbach). Ha sido Escamillo en la ópera Carmen y Borís Godunov. 
Quizá sea su logro más destacado haber conseguido recuperar muchos de los espectaculares papeles de coloratura del repertorio belcantista, en óperas bastante desconocidas, y que se han recuperado gracias a él: Attila (Verdi), Maometto II (Rossini), Don Quichotte (Massenet).
Ramey vive en Chicago e interviene en unas setenta representaciones cada año.

## Grabaciones
Ramey ha grabado un gran número de producciones, incluidas prácticamente todos sus papeles operísticos así como colecciones de arias y obras sinfónicas, así como discos de música popular norteamericana.
Igualmente, ha aparecido en televisión y en producciones de vídeo del Met, como Carmen y El castillo de Barbazul, de San Francisco Mefistofele, de Glyndebourne The Rake's Progress y de Salzburgo Don Giovanni.
En 1996, Ramey dio un concierto en el Avery Fisher Hall de Nueva York, titulado "A Date with the Devil" (Una cita con el Diablo), en el que cantó catorce arias representatives de su repertorio, y continuó haciendo giras alrededor del mundo. En el año 2000, Ramey presentó este concierto en el Gasteig Concert Hall de Múnich. Esta representación fue grabada en vivo y publicada posteriormente en disco compacto en el verano de 2002. 
Grabaciones destacadas según la Guía Penguin de música clásica, en las que ha participado Samuel Ramey son:
- Gounod: Faust, dirigido por Rizzi, con Hadley, Gasdia, Mentzer, Agache, Fassbaender, Coro y orquesta de la Ópera Nacional Galesa (Teldec).
- Massenet: Cherubin, dirigido por Pinchas Steinberg, con Frederica von Stade, June Anderson, Dawn Upshaw, Coro de la Ópera Estatal de Baviera, Orquesta Sinfónica de la Radio de Múnich (RCA).